# Urera trinervis
Urera trinervis är en nässelväxtart som först beskrevs av Ferdinand von Hochstetter, och fick sitt nu gällande namn av I. Friis och K. Immelman. Urera trinervis ingår i släktet Urera och familjen nässelväxter. Inga underarter finns listade i Catalogue of Life.

## Bildgalleri

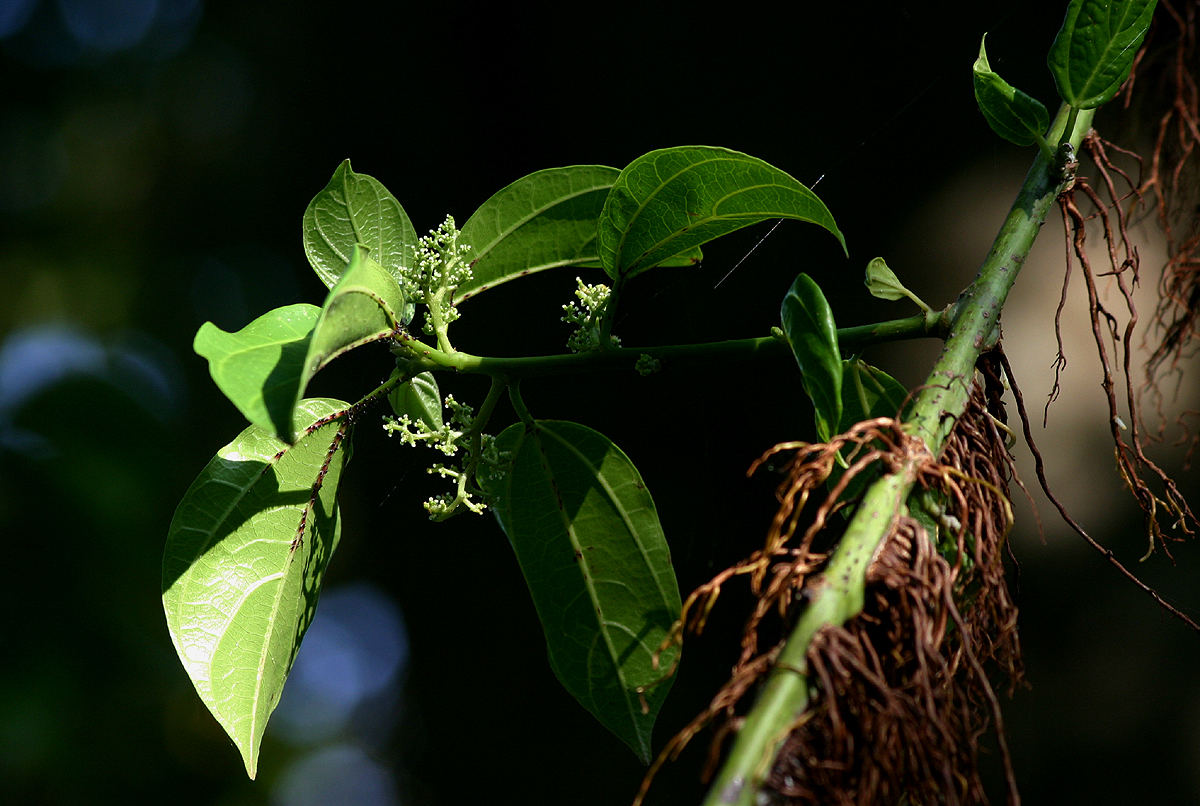
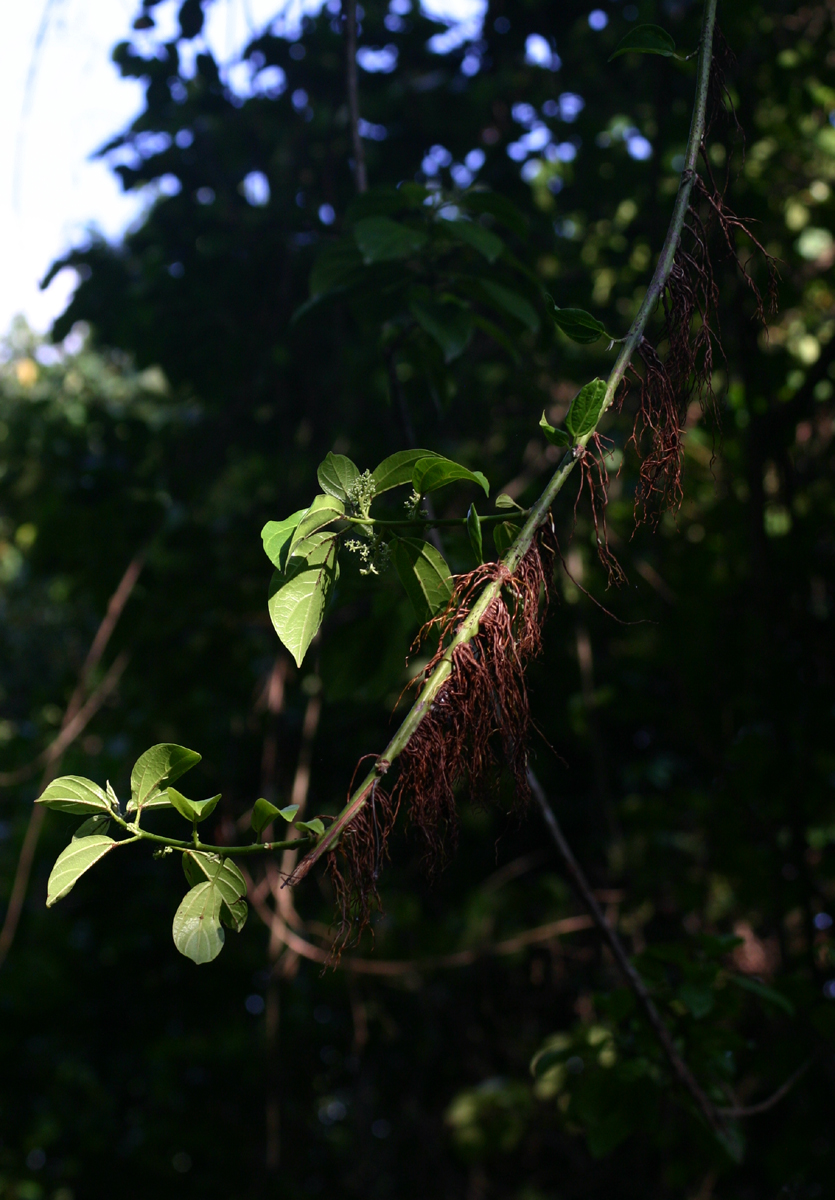
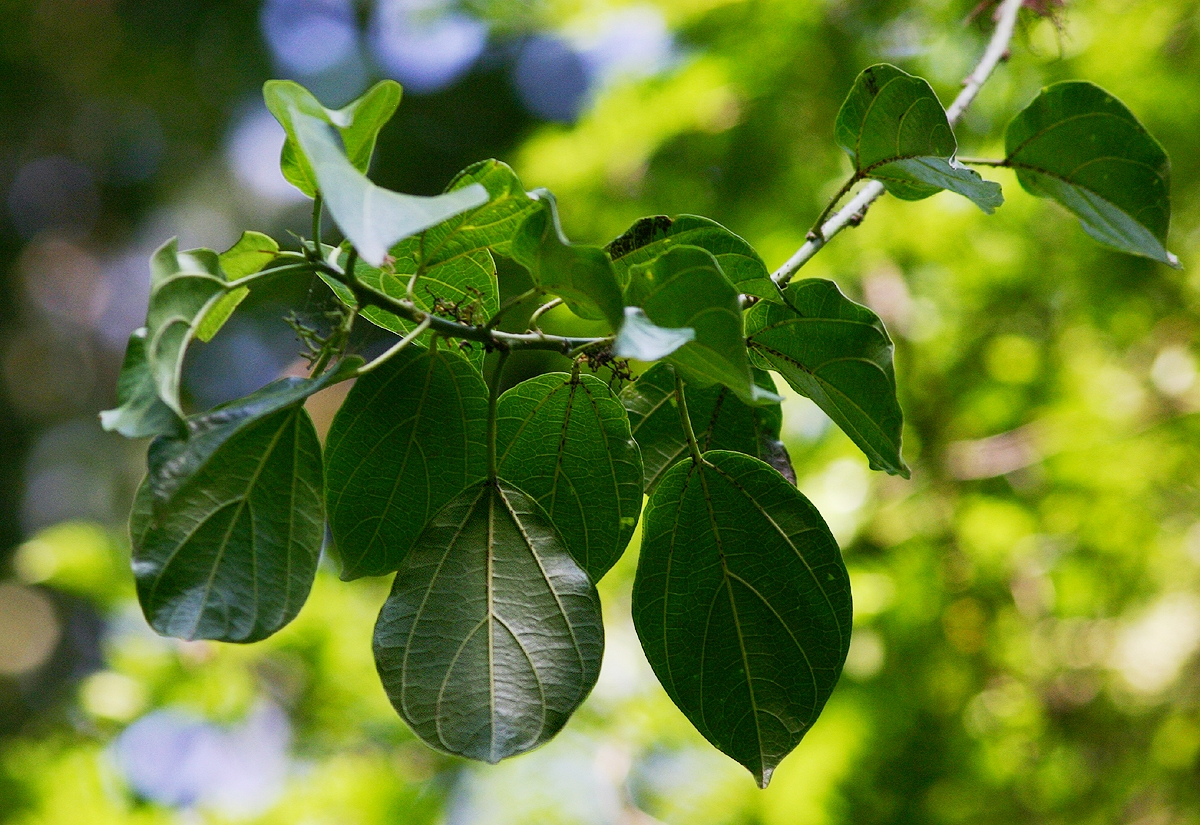
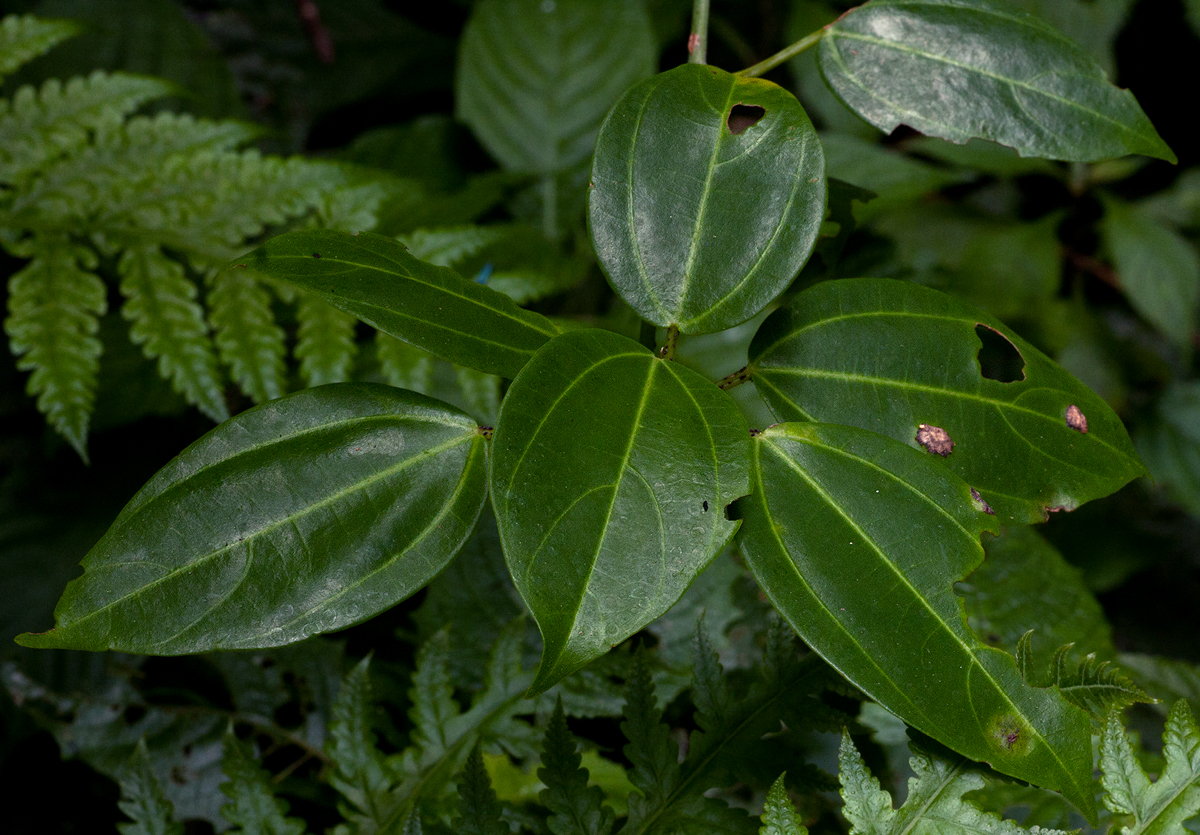
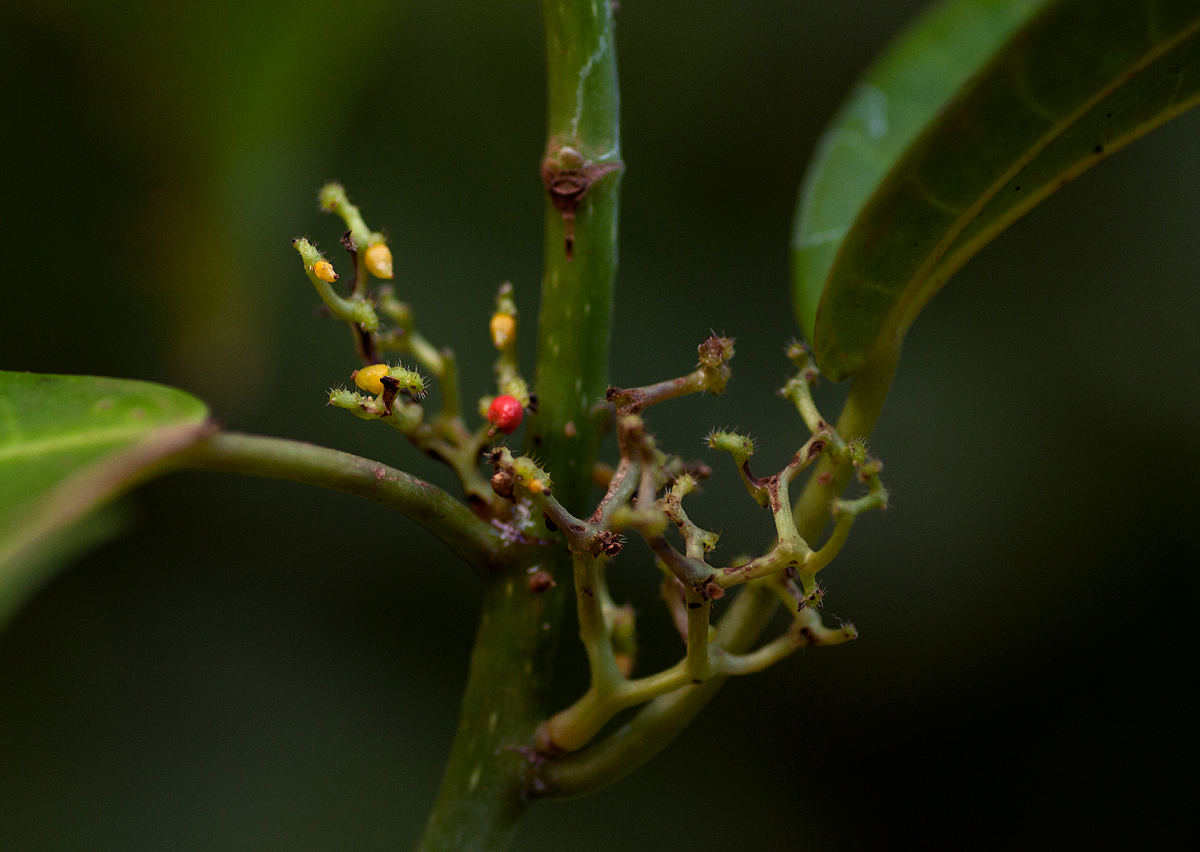
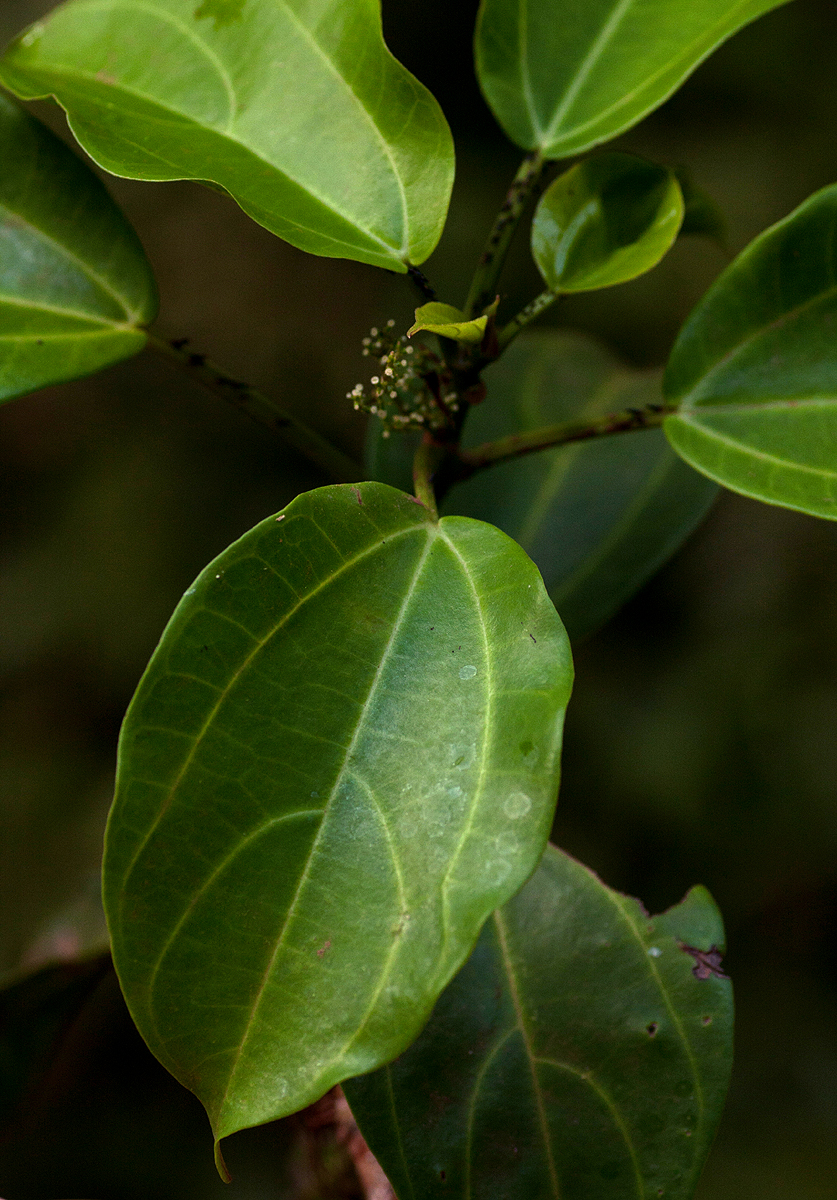